# Derivada material
En Mecánica de medios continuos, la derivada material describe la variación temporal de alguna cantidad física (como calor o impulso) de una partícula fluida que está sujeto a variaciones del campo de velocidad macroscópica dependientes del espacio y el tiempo de esa cantidad física. La derivada material puede servir como un enlace entre las descripciones eulerianas y lagrangianas de la deformación continua.
Por ejemplo, en dinámica de fluidos, el campo de velocidad es la velocidad del flujo y la cantidad de interés puede ser la temperatura del fluido. En cuyo caso, la derivada del material describe el cambio de temperatura de una determinada parcela de fluido con el tiempo, a medida que fluye a lo largo de su línea de trayectoria (trayectoria).

## Nombres
Hay muchos otros nombres para la derivada material, incluyendo: 
- derivada advectiva [4]
- derivada convectiva [5]
- derivada siguiendo el movimiento [1]
- derivada hidrodinámica [1]
- derivada de Lagrange [6]
- derivada de partícula [7]
- derivada sustancial [1]
- derivada sustantiva [8]
- derivada de Stokes [8]
- derivada total [1][9]

## Definición
La derivada del material se define para cualquier campo tensorial y que sea macroscópico, en el sentido de que depende solo de las coordenadas de posición y tiempo, y = y(x, t) : 
{\displaystyle {\frac {\mathrm {D} y}{\mathrm {D} t}}\equiv {\frac {\partial y}{\partial t}}+\mathbf {u} \cdot \nabla y,}
donde ∇y es la derivada covariante del tensor, y u (x, t) es la velocidad del flujo. En general, la derivada convectiva del campo u·y, la que contiene la derivada covariante del campo, puede interpretarse como que involucra la derivada tensorial del campo u · (∇ y ) o como la derivada direccional del campo (u·∇) y , que lleva al mismo resultado.  Solo este término espacial que contiene la velocidad del flujo describe el transporte del campo en el flujo, mientras que el otro describe la variación intrínseca del campo, independientemente de la presencia de cualquier flujo.  Confusamente, a veces el nombre "derivada convectiva" se usa para todo la derivada material D/Dt , en lugar de solo para el término espacial u·∇, que también es una nomenclatura redundante. En la nomenclatura no redundante, la derivada material solo es igual a la derivada convectiva para los flujos ausentes. El efecto de los términos independientes del tiempo en las definiciones es para el caso escalar y tensor, respectivamente, conocido como advección y convección. 

### Campos escalares y vectoriales
Por ejemplo, para un campo escalar macroscópico φ(x, t) y un campo vectorial macroscópico A(x, t) la definición se convierte en: 
{\displaystyle {\frac {\mathrm {D} \varphi }{\mathrm {D} t}}\equiv {\frac {\partial \varphi }{\partial t}}+\mathbf {u} \cdot \nabla \varphi ,}
{\displaystyle {\frac {\mathrm {D} \mathbf {A} }{\mathrm {D} t}}\equiv {\frac {\partial \mathbf {A} }{\partial t}}+\mathbf {u} \cdot \nabla \mathbf {A} .}
En el caso escalar, ∇ φ es simplemente el gradiente de un escalar, mientras que ∇A es la derivada covariante del vector macroscópico (que también se puede considerar como la matriz jacobiana de A en función de x). En particular, para un campo escalar en un sistema de coordenadas cartesiano tridimensional ( x1, x2, x3), las componentes de la velocidad u son u1, u2, u3, el término convectivo es entonces: 
{\displaystyle \mathbf {u} \cdot \nabla \varphi =u_{1}{\frac {\partial \varphi }{\partial x_{1}}}+u_{2}{\frac {\partial \varphi }{\partial x_{2}}}+u_{3}{\frac {\partial \varphi }{\partial x_{3}}}.}

## Desarrollo
Considere una cantidad escalar φ = φ (x, t), donde t es el tiempo y x es la posición. Aquí φ puede ser alguna variable física como la temperatura o la concentración química. La cantidad física, cuya cantidad escalar es φ , existe en un continuo cuya velocidad macroscópica está representada por el campo vectorial u (x, t). 
La derivada (total) con respecto al tiempo de φ se expande utilizando la regla de la cadena multivariable: 
{\displaystyle {\frac {\mathrm {d} }{\mathrm {d} t}}\varphi (\mathbf {x} ,t)={\frac {\partial \varphi }{\partial t}}+{\dot {\mathbf {x} }}\cdot \nabla \varphi .}
Es evidente que esta derivada depende del vector 
{\displaystyle {\dot {\mathbf {x} }}\equiv {\frac {\mathrm {d} \mathbf {x} }{\mathrm {d} t}},}
que describe un camino elegido x(t) en el espacio. Por ejemplo, cuando {\displaystyle {\dot {\mathbf {x} }}=\mathbf {0} }, la derivada sustancial se vuelve igual a la derivada parcial de tiempo, lo que concuerda con la definición de una derivada parcial: una derivada tomada con respecto a alguna variable (tiempo en este caso) que mantiene constantes otras variables (espacio en este caso).  Esto tiene sentido porque si  {\displaystyle {\dot {\mathbf {x} }}=0}, entonces la derivada se toma en una posición fija. Este derivado de posición estática se llama derivada de Euler. 
Un ejemplo de este caso es un nadador que permanece quieto y percibe un cambio de temperatura en un lago temprano en la mañana: el agua se calienta gradualmente debido al calentamiento del sol.  En cuyo caso el término  {\displaystyle {\frac {\partial \varphi }{\partial t}}}es suficiente para describir la tasa de cambio de temperatura. 
Si el sol no está calentando el agua, pero el punto no está parado, {\displaystyle {\dot {\mathbf {x} }}} no es nula, la derivada temporal de φ puede cambiar debido al camino. Por ejemplo, imagine que el nadador está en una piscina de agua inmóvil, dentro y no afectado por el sol.  Un extremo está a una temperatura alta constante y el otro extremo a una temperatura baja constante. Al nadar de un extremo a otro, el nadador percibe un cambio de temperatura con respecto al tiempo, aunque la temperatura en cualquier punto (estático) dado sea constante.  Esto se debe a que la derivada se toma en la ubicación cambiante del nadador y el segundo término a la derecha {\displaystyle {\dot {\mathbf {x} }}\cdot \nabla \varphi }  es suficiente para describir la tasa de cambio de temperatura. Un sensor de temperatura conectado al nadador mostraría que la temperatura varía con el tiempo, simplemente debido a la variación de temperatura de un extremo de la piscina al otro. 
La derivada material finalmente se obtiene cuando se elige la trayectoria x(t) para que tenga una velocidad igual a la velocidad del fluido 
{\displaystyle {\dot {\mathbf {x} }}=\mathbf {u} .}
Es decir, la trayectoria sigue la corriente de fluido descrita por el campo de velocidad u del fluido.  Entonces, la derivada material del escalar φ es 
{\displaystyle {\frac {\mathrm {D} \varphi }{\mathrm {D} t}}={\frac {\partial \varphi }{\partial t}}+\mathbf {u} \cdot \nabla \varphi .}
Un ejemplo de este caso es una partícula ligera y flotante neutral que se desplaza a lo largo de un río que fluye y experimenta cambios de temperatura al hacerlo.  La temperatura del agua a nivel local puede estar aumentando debido a que una parte del río está soleada y la otra a la sombra, o el agua en general puede calentarse a medida que avanza el día.  Los cambios debidos al movimiento de la partícula (en sí mismo causados por el movimiento del fluido) se llaman advección (o convección si se transporta un vector). 
La definición anterior se basó en la naturaleza física de una corriente fluida; sin embargo, no se invocaron leyes de la física (por ejemplo, se asumió que una partícula liviana en un río seguirá la velocidad del agua), pero resulta que muchos conceptos físicos se pueden describir de manera concisa utilizando la derivada material.  El caso general de advección, sin embargo, se basa en la conservación de la masa de la corriente de fluido; la situación se vuelve ligeramente diferente si la advección ocurre en un medio no conservador. 
Solo un camino fue considerado para el escalar arriba.  Para un vector, el gradiente se convierte en un tensor gradiente; para los campos de tensor podemos querer tener en cuenta no solo la traducción del sistema de coordenadas debido al movimiento del fluido, sino también su rotación y estiramiento. Esto se logra mediante la derivada convectiva temporal superior.

## Coordenadas ortogonales
Se puede mostrar que, en coordenadas ortogonales , el componente j -ésimo del término de convección de la derivada material está dado por
{\displaystyle [\mathbf {u} \cdot \nabla \mathbf {A} ]_{j}=\sum _{i}{\frac {u_{i}}{h_{i}}}{\frac {\partial A_{j}}{\partial q^{i}}}+{\frac {A_{i}}{h_{i}h_{j}}}\left(u_{j}{\frac {\partial h_{j}}{\partial q^{i}}}-u_{i}{\frac {\partial h_{i}}{\partial q^{j}}}\right),}
donde los h i están relacionados con los tensores métricos por 
{\displaystyle h_{i}={\sqrt {g_{ii}}}.}
En el caso especial de un sistema de coordenadas cartesiano tridimensional ( x , y , z ) esto es solo 
{\displaystyle \mathbf {u} \cdot \nabla \mathbf {A} ={\begin{pmatrix}\displaystyle u_{x}{\frac {\partial A_{x}}{\partial x}}+u_{y}{\frac {\partial A_{x}}{\partial y}}+u_{z}{\frac {\partial A_{x}}{\partial z}}\\\displaystyle u_{x}{\frac {\partial A_{y}}{\partial x}}+u_{y}{\frac {\partial A_{y}}{\partial y}}+u_{z}{\frac {\partial A_{y}}{\partial z}}\\\displaystyle u_{x}{\frac {\partial A_{z}}{\partial x}}+u_{y}{\frac {\partial A_{z}}{\partial y}}+u_{z}{\frac {\partial A_{z}}{\partial z}}\end{pmatrix}}.}

## Otras lecturas
- Cohen, Ira M.; Kundu, Pijush K (2008). Fluid Mechanics (4th edición). Academic Press. ISBN 978-0-12-373735-9.
- Lai, Michael; Krempl, Erhard; Ruben, David (2010). Introduction to Continuum Mechanics (4th edición). Elsevier. ISBN 978-0-7506-8560-3.

- Datos: Q1801562